# 바닥 계통군
계통학에서, 바닥 계통군(basal clade) 또는 기저 계통군 또는 기반군은 공통 조상에서 처음으로 갈라진 계통군(clade)을 말한다.

## 사용

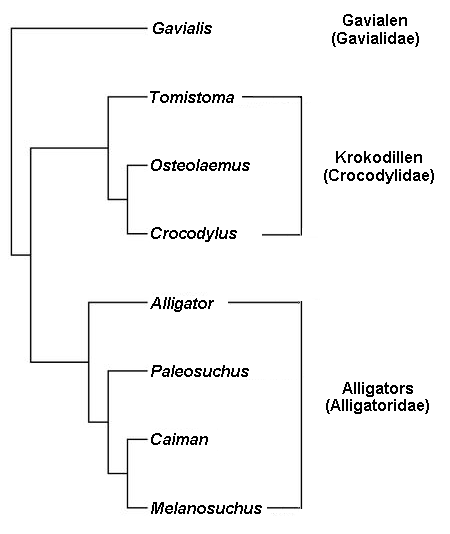
공통 조상에서 처음으로 갈라진 Gavialen이 바닥 계통군이다. Krokodillen과 Alligators를 하나의 그룹으로 묶으면, 이 그룹도 공통 조상에서 처음으로 갈라진 그룹이므로 바닥 계통군이다. Krokodillen 그룹 안에서는, Tomistoma 그룹이 바닥 계통군이고, Osteolaemus와 Crocodylus를 하나로 묶은 그룹도 바닥 계통군이다.

## 같이 보기
- 계통수
- 히말라야 늑대
- 분류학
- 계통분류학
- 단계통군
- 자매군